# Macropunctum eckfeldi
Macropunctum eckfeldi is een keversoort uit de familie kniptorren (Elateridae). De wetenschappelijke naam van de soort is voor het eerst geldig gepubliceerd in 1992 door Troster.